# مات دومينغيز
مات دومينغيز (بالإنجليزية: Matt Dominguez)‏ هو لاعب كرة قاعدة أمريكي، ولد في 28 أغسطس 1989 في لوس أنجلوس في الولايات المتحدة.

## وصلات خارجية
- مات دومينغيز على موقع دوري كرة القاعدة الرئيسي (الإنجليزية)
- مات دومينغيز على موقع الدوري الياباني لكرة القاعدة (الإنجليزية)
- مات دومينغيز على موقعبيزبول رفرنس.كوم (الدوري الرئيسي) (الإنجليزية)
- مات دومينغيز على موقعبيزبول رفرنس.كوم (الدوري الثانوي) (الإنجليزية)
- مات دومينغيز على موقع إي إس بي إن.كوم (أم.أل.بي) (الإنجليزية)
- مات دومينغيز على موقع مشجعي الرسوم البيانية (الإنجليزية)